# Oruza divisa
Oruza divisa là một loài bướm đêm trong họ Erebidae.